# Ministerio del Interior de Ucrania
El Ministerio del Interior (MVS) de Ucrania (en ucraniano: Міністерство внутрішніх справ України, МВС) es un órgano estatal del poder ejecutivo de Ucrania, cuyas actividades son dirigidas y coordinadas por el Consejo de Ministros de Ucrania. El Ministerio está dirigido por el ministro del Interior de Ucrania, que es nombrado para el cargo por la Rada Suprema de Ucrania de conformidad con el procedimiento establecido por la ley.
El Ministerio del Interior de Ucrania es el principal órgano del sistema de órganos ejecutivos centrales sobre la formación y aplicación de la política del Estado en la esfera de la protección de los derechos y libertades de los ciudadanos, los intereses de la sociedad y el Estado contra las invasiones ilegales, la lucha contra la delincuencia, la protección del orden público, la garantía de la seguridad pública, la seguridad vial, la protección y la defensa de instalaciones estatales particularmente importantes.

## Historia
El ministerio del Interior ha sido un órgano permanente del poder ejecutivo ucraniano desde la fundación de la actual república semipresidencialista de Ucrania tras la Declaración de Independencia de Ucrania y la disolución de la Unión Soviética que puso fin a la República Socialista Soviética de Ucrania (RSS de Ucrania) en 1991.
Atendiendo a los órganos equiparables que tuvo Ucrania como parte de la URSS, los órganos predecesores del actual ministerios podrías considerarse los s
- Secretaría General (Ministerio del Interior) de la República Popular Ucraniana (UNR) (1918-1920)
- Comisariado del Pueblo de Asuntos Internos de la RSS de Ucrania (1919-1923) - (órgano ejecutivo estatal de la RSS de Ucrania)
- Comisariado del Pueblo de Asuntos Internos de la RSS de Ucrania (1923-1946) - (órgano ejecutivo estatal de la RSS de Ucrania dentro de la URSS)
- Ministerio del Interior de la RSS de Ucrania (1946-1991)
- Ministerio del Interior de Ucrania (1991-presente)

## Estructura
El ministerio cuenta con 19 departamentos dependientes del mismo que tienen dedicación exclusiva a uno de los aspectos referentes a las labores ministeriales.

## Órganos del Ministerio del Interior
Los principales órganos de mantenimiento del orden público y lucha que dependen del ministerio del Interior de Ucrania son los siguientes:
| Organismo                                                                       | Dirección                         | Tipo    | Sede                                | Emblemas |
| ------------------------------------------------------------------------------- | --------------------------------- | ------- | ----------------------------------- | -------- |
| Policía Nacional Національна поліція                                            | Igor Vladimirovich Klimenko       | Militar | CL Akademika Bogomolets nº10, Kiev  |          |
| Servicio Estatal de Guardia de Fronteras Державна Прикордонна Служба            | Sergey Vasilyevich Deineko        | Militar | CL Volodymyrska nº26, Kiev          |          |
| Servicio Estatal de Emergencias Державна служба України з надзвичайних ситуацій | Nikolai Aleksandrovich Chechotkin | Militar | CL O Gonchara nº55a, Kiev           |          |
| Guardia Nacional Національна гвардія                                            | Nikolay Ivanovich Balan           | Militar | CL Narodnogo Opolcheniya nº9a, Kiev |          |
| Servicio Estatal de Migración Державна міграційна служба                        | Natalya Nikolaevna Naumenko       | Civil   | CL Volodymyrska nº9, Kiev           |          |

## Mantenimiento de la paz
El ministerio del Interior, al igual que el de Defensa, coordina diversos servicios prestados en misiones internacionales de mantenimiento de la paz cuando los enviados son asesores diplomáticos o fuerzas pertenecientes a algunos de los cuerpos policiales. Actualmente, 80 empleados del ministerio se encuentras en misiones internacionales fuera de Ucrania:
- República Democrática del Congo (MONUC) - 3 efectivos de mantenimiento de la paz
- Chipre: (UNFICYP) - 1 diplomático de mantenimiento de la paz
- Kosovo: (UNMIK) - 1 diplomático de mantenimiento de la paz
- Liberia: (UNMIL) - 19 efectivos de mantenimiento de la paz (mantenidos tras finalizar la misión de la ONU)
- Sudán: (UNMIS) - 19 efectivos de mantenimiento de la paz
- Timor Oriental: (UNMIT) - 10 efectivos de mantenimiento de la paz
- Costa de Marfil: (ONUCI) - 4 efectivos de mantenimiento de la paz (adscritos actualmente a la embajada)

### Otras misiones de cooperación
El ministerio también coordina otro tipo de operaciones conjuntas con otros países que no estén respaldadas por la ONU ni sean ámbito del ministerio de Defensa.